# 허드슨 야드 (맨해튼)

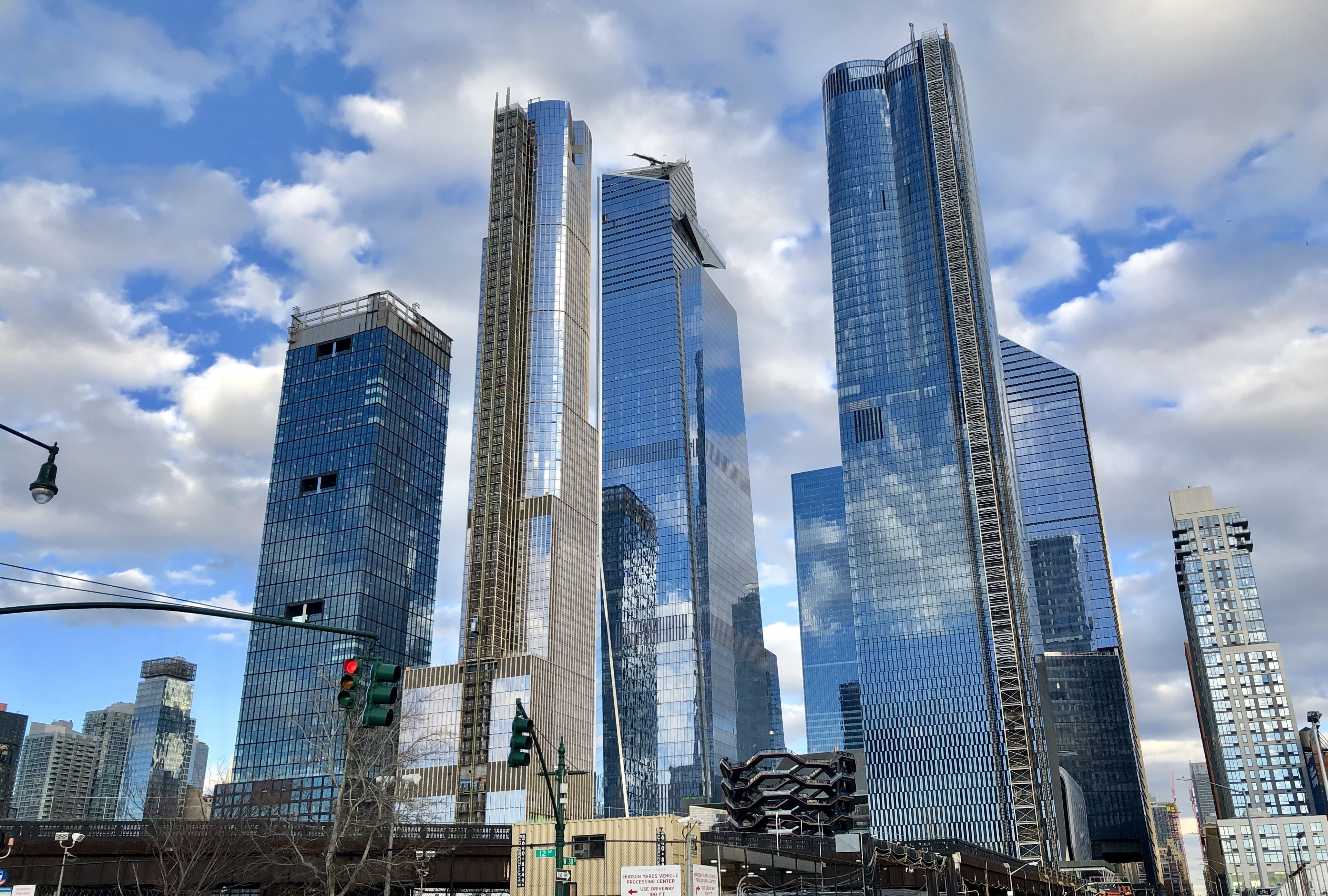
2019년 3월

허드슨 야드(Hudson Yards)는 미국 뉴욕에 위치하고 있다.

## 같이 보기
- 제이컵 K. 재비츠 컨벤션 센터
- 뉴욕의 마천루 목록